# Biblioteka Uniwersytecka w Leuven
Biblioteka Uniwersytecka w Leuven (niderl. Universiteitsbibliotheek Leuven) – jedna z najważniejszych instytucji akademickich w mieście Leuven w Belgii. Jest częścią jednego z najstarszych uniwersytetów w Europie, czyli Katolickiego Uniwersytetu w Leuven (KU Leuven) założonego w 1425 roku. Biblioteka oferuje zasoby naukowe, przestrzenie do nauki oraz organizuje różnorodne wydarzenia kulturowe i edukacyjne.

## Historia

### Początki i rozwój
Historia Biblioteki Uniwersyteckiej w Leuven jest nierozerwalnie związana z powstaniem Katolickiego Uniwersytetu w Leuven, który został założony w 1425 roku przez papieża Marcina V. Biblioteka Uniwersytecka została oficjalnie założona jako instytucja uniwersytecka w 1636 roku. Mieściła się ona w zachowanym do dziś gotyckim budynku uniwersytetu przy Naamsestraat. Do czasów Rewolucji Francuskiej oraz rządów Francuzów w Belgii, biblioteka systematycznie powiększała swoją kolekcje.

#### Zniszczenia podczas wojen

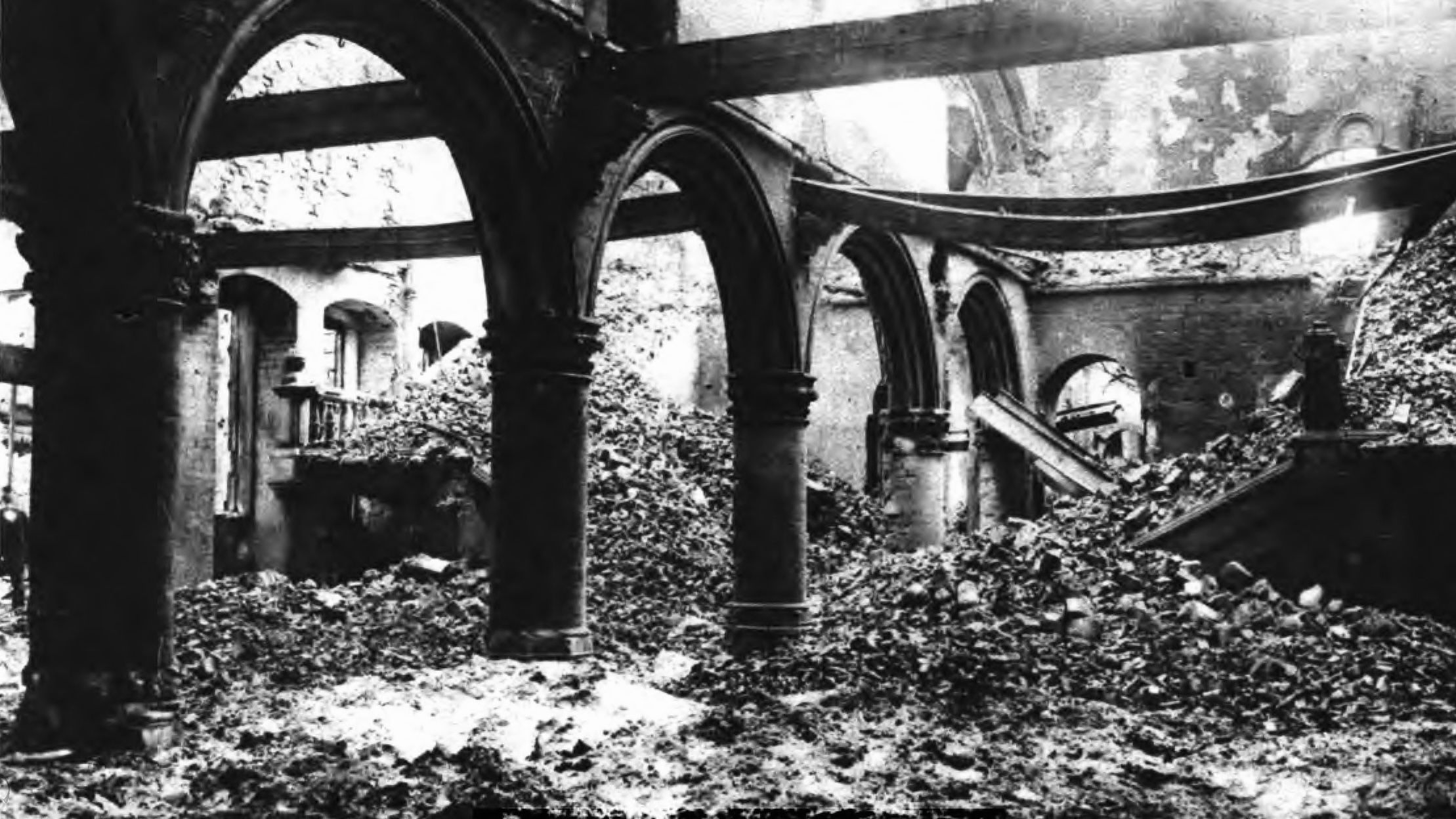
Zniszczona biblioteka w 1914

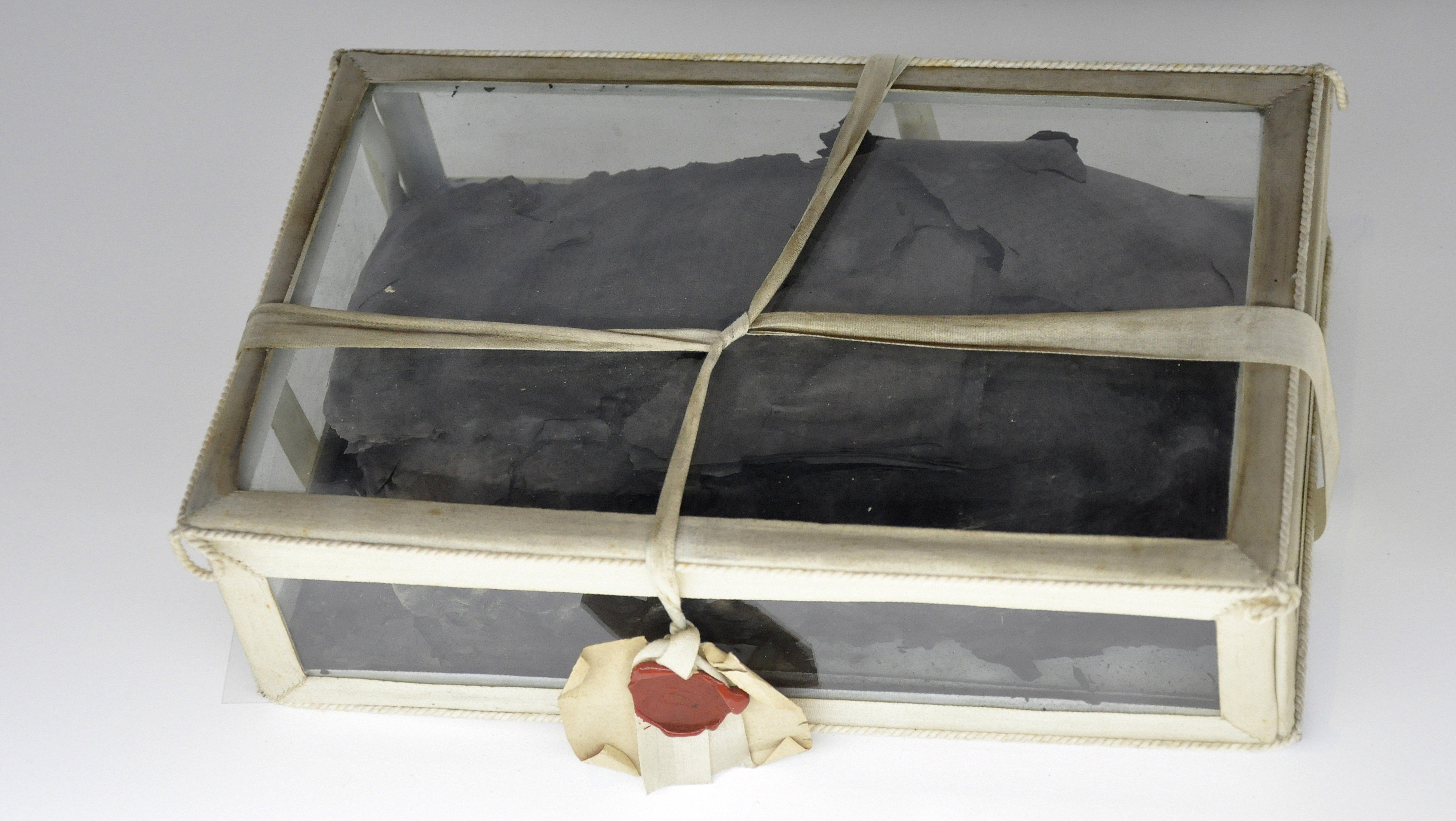
Popioły z książek biblioteki w Leuven spalonych w 1914

W historii biblioteki doszło do dwóch zniszczeń. Pierwsze z nich miało miejsce nocą z 25 na 26 sierpnia 1914 roku podczas I wojny światowej, kiedy niemieckie oddziały zaatakowały miasto i podpaliły bibliotekę (patrz: gwałt na Belgii). W rezultacie zniszczeniu uległo około 300 000 książek, 1000 rękopisów, 800 inkunabułów oraz innych materiałów bibliotecznych. Dzieła pochodziły z różnych ram czasowych min. średniowiecza i renesansu.
Na arenie międzynarodowej wybuchło ogromne oburzenie wywołane atakiem, dzięki któremu zgłosiło się wiele darczyńców zarówno z kraju jak i innych państw. W rezultacie dzięki osobistym staraniom Herberta Hoovera, przewodniczącego Komisji Pomocy Belgii oraz licznym akcjom zbiorowym mogła rozpocząć się odbudowa budynku biblioteki. Za projekt budynku odpowiadał amerykański architekt Whitney Warren. Budowa neorenesansowego budynku trwała siedem lat i została ukończona i ponownie otwarta w 1928 roku. Biblioteka stanowi symbol okrucieństwa wojny oraz międzynarodowej solidarności.
Nowopowstała biblioteka ponownie padła ofiarą działań wojennych wiosną 1940 roku podczas II wojny światowej. Została zniszczona w wyniku bitwy pod Leuven, podczas brytyjsko-niemieckiej wymiany ognia artyleryjskiego. Pożar trwający dwa dni pochłoną prawie cały księgozbiór, czyli około 900 000 egzemplarzy. Po zakończeniu II wojny światowej wznowiono prace nad odtworzeniem księgozbiorów oraz odbudową budynku. Dopiero w 1951 roku biblioteka mogła na nowo otworzyć się dla czytelników.

##### Podział
Poważne zmiany w zasobach jak i strukturze zbiorów biblioteki zaszły na przełomie 1970–1979 ze względu na podział uniwersytetu na Katholieke Universiteit Leuven i  francuskojęzyczny l'Université Catholique de Louvain (UCL). Jednocześnie nastąpił gwałtowny rozwój bibliotek wydziałowych, których ilość później została zredukowana.

## Zbiory

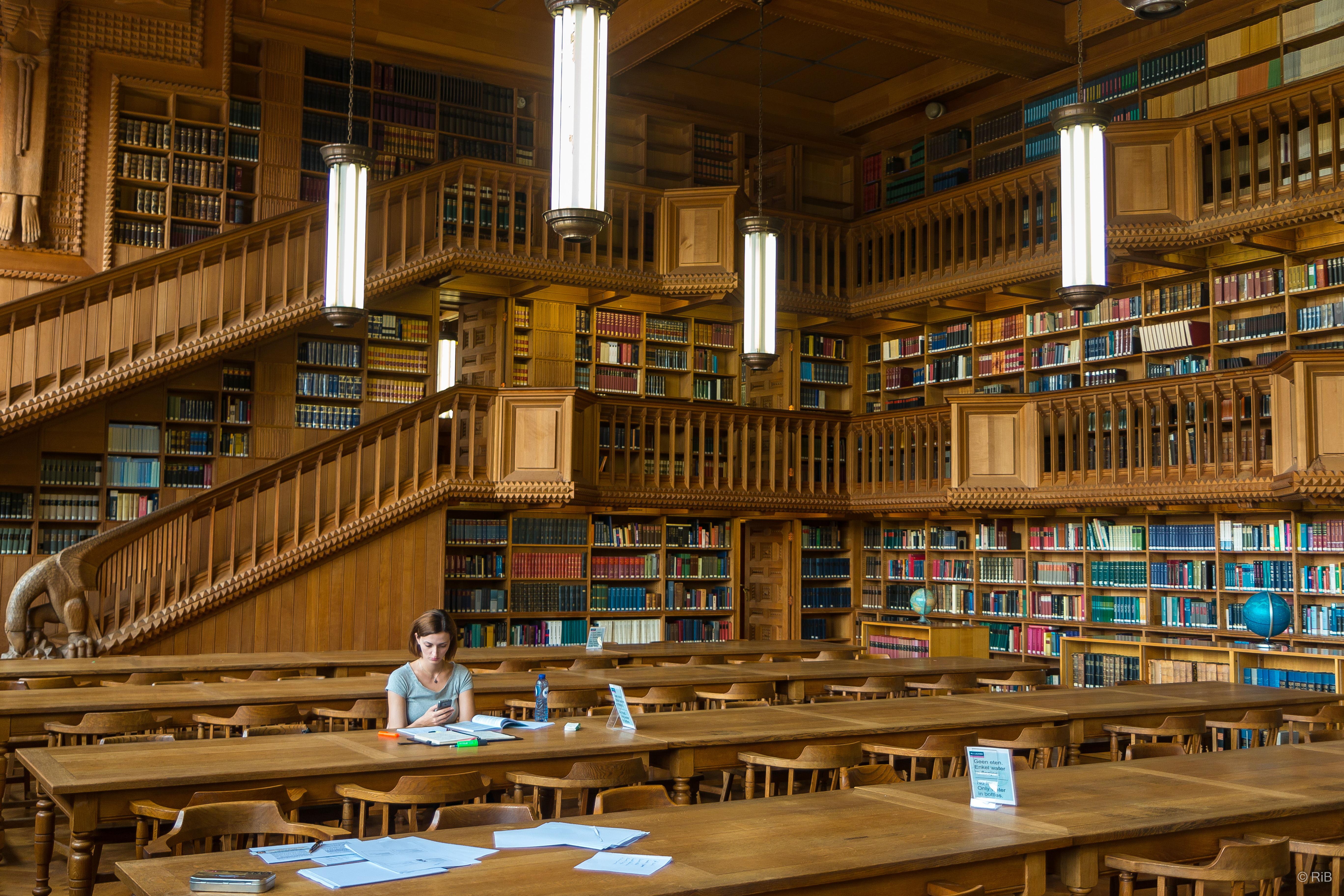
Czytelnia

Uniwersytecka Biblioteka w Leuven posiada jedno z największych i najważniejszych zbiorów bibliotecznych w Belgii. Zbiory obejmują ponad 4 miliony książek, czasopism, rękopisów, map oraz innych materiałów.

### Kolekcje specjalne
- rękopisy średniowieczne min. manuskrypty pochodzące z XIII i XIV wieku
- inkunabuły (książki drukowane przez 1501 rokiem)
- mapy i atlasy
- dokumenty archiwalne min. dotyczące odbudowy biblioteki, jak i jej historii

Biblioteka oferuje również dostęp do szerokiej gamy zasobów elektronicznych min. bazy danych naukowych, E-booków, czasopism elektronicznych oraz zdigitalizowanych dokumentów.
Biblioteka zawarła umowę z Google na bezpłatne udostępnianie dużej części zdigitalizowanych dokumentów za pośrednictwem Google Books i katalogów bibliotecznych instytucji.

## Architektura
Za projekt budynku odpowiada amerykański architekt Whitney Warren, który studiował w Narodowej Szkole Sztuk Pięknych w Paryżu. Budynek został zaprojektowany w tradycyjnym stylu neoklasycznym z elementami flamandzkiego renesansu. Po drugim zniszczeniu budynku odbudowę powierzono belgijskiemu architektowi Henry'emu Lacoste, również absolwentowi Narodowej Szkoły Sztuk Pięknych w Paryżu. Zyskał on swą sławę w latach 30. XX wieku dzięki projektom kościołów w stylu art déco.
Główny pokój biblioteczny jest ogromną przestrzenią o wymiarach 44 metry długości na 13 metrów szerokości, posiada również dwie mniejsze czytelnie zarówno po prawej jak i po lewej stronie. Architekt dodał dwa poziomy długich balkonów z trójkątnymi wnękami. Wnętrze jest bogato zdobione detalami min. balustradami rzeźbionymi z dębu na wzór orła oraz lwa, które zaś zostały stworzone przez byłego studenta architekta, Jacquesa Moeschala. Wykonał on także emblemat uniwersytetu, umieszczonego nad wejściem do biblioteki.
Fasada budynku charakteryzuje się bogatymi detalami architektonicznymi. Znajduje się tam, również jedna z najbardziej rozpoznawalnych elementów krajobrazu w Leuven, czyli ponad 70-metrowa dzwonnica, której panoramiczny widok na miasto Leuven zapiera dech w piersiach. Mieści ona jeden z największych carillonów w Europie, składający się aż ok. 48 dzwonów, co czyni go największym w Belgii.

## Współczesność
Obecnie Biblioteka Uniwersytecka w Leuven jest nowoczesną instytucją, która oferuje szeroki wachlarz usług dla studentów oraz pracowników naukowych ze względu na ilość swoich zbiorów. Poza tradycyjnymi usługami bibliotecznymi prowadzone są również liczne projekty digitalizacyjne, które mają na celu udostępnianie swoich zbiorów bibliotecznych w formie cyfrowej. Biblioteka współpracuje również z innymi uniwersytetami.
Biblioteka organizuje także liczne wydarzenia kulturowe, wystawy, wykłady oraz warsztaty, które przyczyniają się do promowania wiedzy i kultury.